# لهدانگ (بوتان)
لهدانگ (به لاتین: Lhedang) یک منطقهٔ مسکونی در بوتان (کشور) است که در استان بومتهنگ واقع شده‌است.